# Gochnatia orbiculata
Gochnatia orbiculata é uma planta brasileira.
Ocorre no cerrado e nos campos sulinos, nos estados do Paraná, São Paulo e Rio Grande do Sul.
Está ameaçada de extinção, por ter se tornado rara na natureza, apesar de sua ampla distribuição.